# Josef Gmeiner
Josef Albert Andreas Gmeiner (* 22. Dezember 1904 in Amberg; † 26. Februar 1948 in Hameln) war ein deutscher Jurist, Gestapobeamter und SS-Führer.

## Leben
Josef Gmeiner war der Sohn eines Kriminalpolizisten. Nach dem Abitur in seiner Heimatstadt absolvierte Gmeiner an den Universitäten München und Erlangen ein Studium der Rechtswissenschaft. Er schloss es mit der Promotion zum Dr. jur ab. Danach war Gmeiner als Rechtsanwalt tätig.
Politisch betätigte sich Gmeiner ab 1923 im Bund Oberland und war Teilnehmer am Hitlerputsch. Gmeiner trat der SS im Februar 1934 (SS-Nummer 186.633) und der NSDAP zum 1. Mai 1935 bei (Mitgliedsnummer 3.656.472). In der SS wurde Gmeiner 1943 bis zum SS-Obersturmbannführer befördert.
Gmeiner war ab August 1938 als Regierungsassessor bei der Gestapo Neustadt an der Weinstraße tätig. Ab Mitte Dezember 1939 übernahm er die Leitung der Stapostelle Dessau und wurde nach Beginn des Überfalls auf die Sowjetunion zu den Einsatzgruppen C und D abkommandiert. Ab Ende 1941 leitete Gmeiner die Stapo-Leitstelle Karlsbad, bis er im Februar 1944 die Leitung der Stapo-Leitstelle Karlsruhe übernahm. Ab November 1944 war er zudem Kommandeur der Sicherheitspolizei und des Sicherheitsdienstes für den Bereich Baden/Elsass mit Dienstsitz Karlsruhe.
Nach seiner Festnahme wurde Gmeiner mit drei weiteren Beschuldigten im Gestapo Karlsruhe Case (Killing of the Flying Officer Cochran R.A.F.) vor einem britischen Militärgericht angeklagt. Gmeiner war als Leiter der Gestapo Karlsruhe des Befehls für die Hinrichtung von einem aus einem Kriegsgefangenenlager geflohenen Offizier der Royal Air Force beschuldigt, der nach seiner Wiederergreifung durch Genickschuss getötet worden war. Am 3. September 1947 wurde Gmeiner zum Tode verurteilt. Das Todesurteil wurde im Zuchthaus Hameln am 26. Februar 1948 vollstreckt.